# Clonia wahlbergi
Clonia wahlbergi is een rechtvleugelig insect uit de familie sabelsprinkhanen (Tettigoniidae). De wetenschappelijke naam van deze soort is voor het eerst geldig gepubliceerd in 1855 door Carl Stål.
De soort is genoemd naar Johan August Wahlberg, die het insect op zijn expedities door Zuid-Afrika had ontdekt in Port Natal (nu Durban).
De soort heeft een groot verspreidingsgebied in zuidelijk Afrika (Botswana, Mozambique, Namibië, Zuid-Afrika, Zambia, Zimbabwe). 